# Цирковий диявол
Цирковий диявол (англ. The Devil's Circus) — американська драма режисера Бенджаміна Крістенсена 1926 року.

## Сюжет
Мері і Карстоп — акробатка і кишеньковий злодій, які смертельно пов'язані з Ліберкіндом, приборкувачем левів, і його ревнивою дружиною Іонною.

## У ролях
- Норма Ширер — Мері
- Чарльз Емметт Мак — Карстоп
- Кармел Майерс — Іонна
- Джон Мільян — Ліберкінд
- Клер Макдауелл — місіс Петерсон
- Джойс Коад — Маленька Аніта
- Чарльз Мюррей — циркач